# NSTG Komotau
Die NSTG Komotau (vollständig Nationalsozialistische Turngemeinde Komotau) war ein deutscher Sportverein aus Komotau, der von 1939 bis 1945 existierte. Der Club agierte in der kurzen Zeit seines Bestehens in der Gauliga Sudetenland. Heimstätte war der Sportplatz Komotau, welcher 8.000 Zuschauern Platz bot.

## Sektion Fußball
Die NSTG Komotau entstand im Jahr 1939 aus dem Deutschen FK Komotau sowie dem Anschluss der örtlichen Vereine. Die NSTG Komotau wurde noch im Gründungsjahr in die Gauliga Sudetenland eingegliedert, welche der Club bis zur Auflösung im Jahr 1944 hielt.
Auf sportlicher Ebene spielte die Mannschaft aus dem Erzgebirge überwiegend in vorderen Tabellenregionen mit, hatte jedoch gegen die etablierten Mannschaften des Warnsdorfer FK sowie der NSTG Brüx keine realistische Chance auf den Gewinn der sudetendeutschen Meisterschaft. 
1944 wurde der Club vorzeitig vom Spielbetrieb zurückgezogen und aufgelöst.

### Statistik
- Teilnahme Gauliga Sudetenland: 1939/40, 1941/42, 1942/43, 1943/44

## Sektion Eishockey
Die Eishockeyabteilung nahm an der Deutschen Eishockey-Meisterschaft 1942 teil.